# Élettér
 (janvier 2018).
Albums de Akosh S. Unit
Omeko
(1998) Kebelen
(2001)
Élettér est un album live du groupe de jazz Akosh S. Unit, mené par le saxophoniste free jazz hongrois Akosh Szelevényi, publié en 1999 par Barclay.

## Liste des titres
Toutes les chansons sont écrites et composées par Szelevényi Ákos.
| 1.    | Földeken (Lungoj drom) I   | 9:09 |
| 2.    | Földeken (Lungoj drom) II  | 5:19 |
| 3.    | Földeken (Lungoj drom) III | 4:32 |
| 4.    | Lét                        | 4:49 |
| 5.    | Eredet I                   | 4:03 |
| 6.    | Eredet II                  | 2:28 |
| 7.    | Eredet III                 | 2:47 |
| 8.    | Lélekzet                   | 4:29 |
| 9.    | Turul                      | 4:55 |
| 10.   | Áradat (Árviz) I           | 0:45 |
| 11.   | Áradat (Árviz) II          | 4:27 |
| 12.   | Áradat (Árviz) III         | 6:40 |
| 13.   | Áradat (Árviz) IV          | 0:53 |
| 14.   | Áradat (Árviz) V           | 4:52 |
| 15.   | Igéret                     | 9:20 |
| 69:27 |                            |      |

## Crédits
| - Szelevényi Ákos : saxophones (ténor, soprano), trompette, bombarde, mbira - Bertrand Cantat : chant, tabla - Bernard Malandain, Róbert Benko : contrebasses - Philippe Foch : batterie - Alexandre Authelain : clarinette, clarinette basse - Bob Coke : tabla, tanbura, davul, ütogardon, tambourin, luth - Pape Dieye : percussions, tabla, djembé - Péter Éri : violon, alto (3-cordes), bombarde, jug - Joe Doherty : saxophones (alto, soprano), violon, alto (4-cordes), piano, clarinette basse | - Production, composition : Akosh Szelevény - Producteur délégué : Daniel Richard, Jean-Philippe Allard - Ingénierie, mixage, mastering : David Mascunan - Ingénierie (assistant) : Babasse, Cédric Champalou, Denis Chevassus - Photographie : Akosh Szelevényi, Attila Pados, Bob Coke, Gilles Guerlet, Katalin Volcsanszky, Tadeusz Paczula, Frederic Thomas - Livret d'album : Akosh Szelevényi, Martin Davies (traduction anglaise), Rády Krisztina* (traduction hongroise) - Artwork : Franyó Aatoth - Design : Gilles Guerlet |